# Australische tunnelwebspin
De Australische tunnelwebspin (Atrax robustus) of Australische trechterspin is een spinnensoort uit de familie Atracidae. De soort komt voor in New South Wales rond Sydney.
De spin is omwille van zijn dodelijke beten en snelheid een van de gevaarlijkste, en volgens sommige kenners de gevaarlijkste spin ter wereld. Zijn lijf wordt tot 4 centimeter groot. Hij verbergt zich vaak in schoenen, al meerdere malen is deze spin voor mensen fataal geworden. In het water is men ook niet veilig, want de spin kan uitstekend zwemmen en meerdere uren onder water blijven.

## Gif
Het gif van deze spin is zeer sterk en kan dodelijk zijn, een beet van het ca 2,5 centimeter grote mannetje kan een kind binnen 15 minuten fataal worden. Al na enkele minuten treden verschijnselen van de beet op, zoals het verkrampen van de spieren, tot ook het hart verkrampt. Het gif van het grotere vrouwtje is zeven keer minder gevaarlijk, maar kan toch fataal zijn. Door het gevaar dat deze spin met zich meebrengt, staat deze op de verboden dierenlijst. 
Het gif van de Australische tunnelwebspin bevat atracotoxine, een stof die natriumionentransport blokkeert waardoor spieractiviteit niet meer geremd wordt. De stof is buitengewoon gevaarlijk voor primaten zoals de mens, terwijl andere zoogdieren als honden en katten er slechts weinig gevoelig voor zijn. Sinds de ontwikkeling van een tegengif in de jaren tachtig zijn er geen dodelijke slachtoffers meer gevallen.

### Park en lab
Gif van de spin wordt gewonnen door het Australian Reptile Park, waar ook veel gifslangen worden gehouden en gemolken. Het bedrijf CSL Limited in Melbourne is verantwoordelijk voor de ontwikkeling en productie van het tegengif.